# 第47號交響曲 (賀凡尼斯)
《第47號交響曲》，作品348，是美籍亞美尼亞作曲家賀凡尼斯的交響樂作品，標題稱為「瓦拉瓦拉、多水之地」（Walla Walla, Land of Many Waters），創作於1980年，並於1981年完成，是包含女高音獨唱的管絃樂作品，本曲是賀凡尼斯現存的67首已編號的交響曲中，其中一首演奏時間最長的作品。現存唯一的商業錄音版本所需的演奏時間為50分鐘，比最長的《第38號交響曲》短僅僅2分鐘而已。無獨有偶，第38及47號交響曲均附有女高音獨唱，是賀凡尼斯為自己最後一任妻子，日裔女高音富士原比那子度身而寫成的。
瓦拉瓦拉是位於華盛頓州瓦拉瓦拉縣的最大城市, 也是縣府，名稱源於當地印第安人的一個部落的名稱。根據美國人口調查局的統計，瓦拉瓦拉縣的水域佔全縣總面積的百分之二，因此作曲家為樂曲題名時，特別指出該地為多水之地。

## 背景
1979年12月，瓦拉瓦拉交響樂團邀請了賀凡尼斯，前往當地出席他們演出《上帝創造鯨魚》。在這次訪問中，賀凡尼斯想到為樂團成立75周年時（即1982年）時撰寫一部新作品，並將他的意見和當時的樂團主席荷亞（Bertram Hoare）提出，並且很快便促成了委約，1980年8月，賀凡尼斯伉儷回到瓦拉瓦拉進行實地考察，並透過和不同的人交流，賀凡尼斯將他想到的旋律記錄在記事簿上，另外，他亦拜會當時的樂團指揮利費西斯（R. Lee Friese），互相討論樂曲的內容，經過整理後，作品於1981年完成，並且由利費西斯擔任首演指揮，富士原比那子為女高音獨唱。

## 樂曲結構
全曲共分為四個樂章：
- 第1樂章：幻想曲－瓦拉瓦拉之旅
- 第2樂章：清唱劇－多水之地
- 第3樂章：情歌
- 第4樂章：終曲

## 樂隊編制
為標準管絃樂團編制。
- 木管樂器：3長笛（第3長笛兼任短笛）、3雙簧管（第3雙簧管兼任英國管）、2單簧管、低音單簧管、2巴松管、低音巴松管
- 銅管樂器：4圓號、3小號、 3長號、大號
- 敲擊樂器（4名）：定音鼓、管鐘、鑼、大鼓、鐘琴、顫音琴
- 絃樂器：第1小提琴、第2小提琴、中提琴、大提琴、低音提琴、豎琴
- 聲樂：女高音獨唱

## 樂譜
Alan Hovhaness: Symphony No. 47 (Walla Walla, Land of Many Waters), Fujihara Music Co. Inc.